# Hemiblossia brunnea
Hemiblossia brunnea är en spindeldjursart som beskrevs av Lawrence 1953. Hemiblossia brunnea ingår i släktet Hemiblossia och familjen Daesiidae. Inga underarter finns listade i Catalogue of Life.